# Fjärvesläktet
Fjärvesläktet (Mertensia) är ett växtsläkte som tillhör familjen strävbladiga växter. Släktet innehåller cirka 15 arter som förekommer i östra och nordvästra Europa, Asien och Nordamerika.